# Aéroport international d'Ivano-Frankivsk
Pour les articles homonymes, voir IFO.
L'aéroport international d'Ivano-Frankivsk (code IATA : IFO • code OACI : UKLI), est un aéroport situé à Ivano-Frankivsk, en Ukraine.

## Usages
C'est un aéroport utilisé à la fois de façon civile, mais aussi comme base aérienne pour les Mikoyan-Gourevitch MiG-29 de la 114e brigade d'aviation tactique.

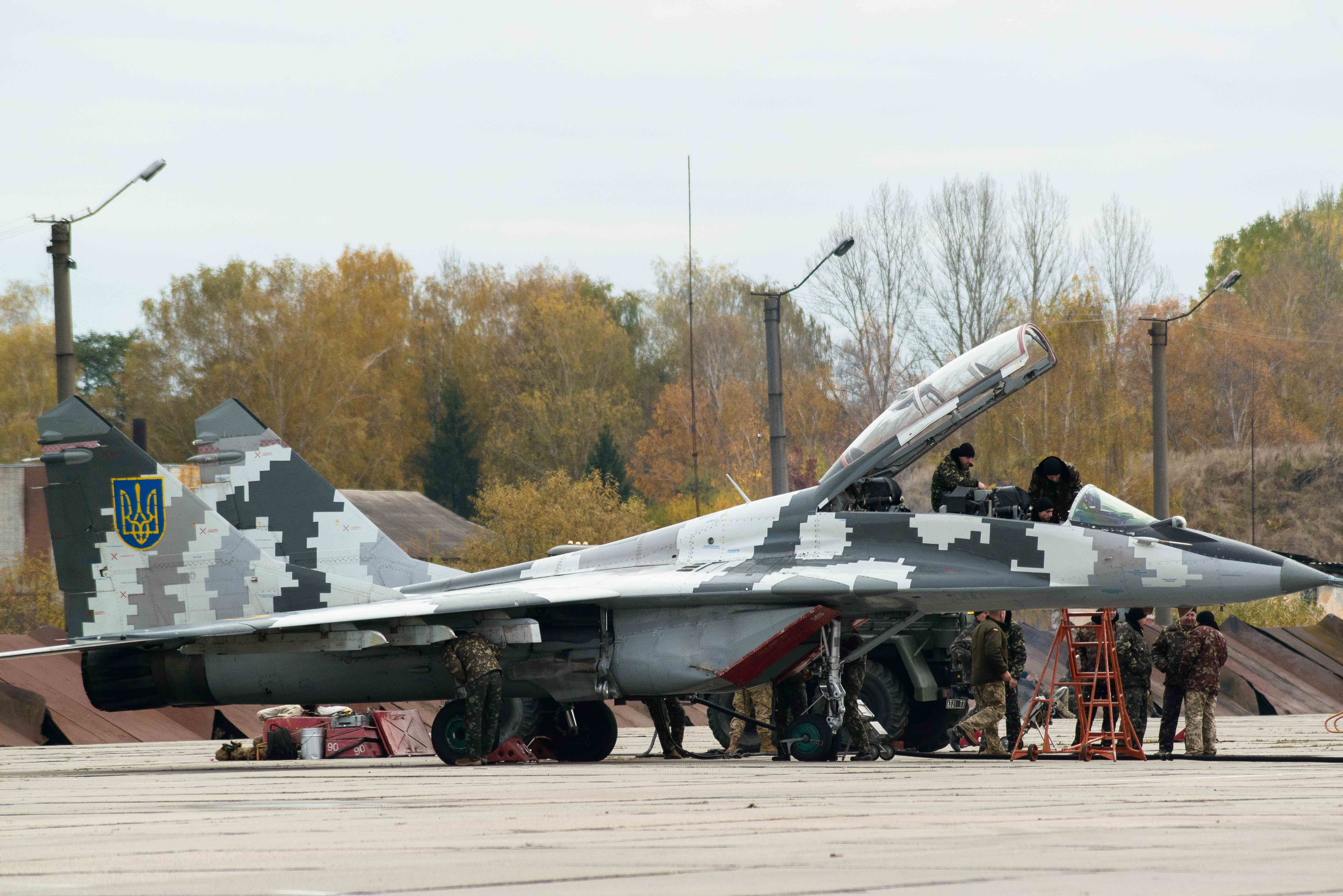
Un MiG-29.
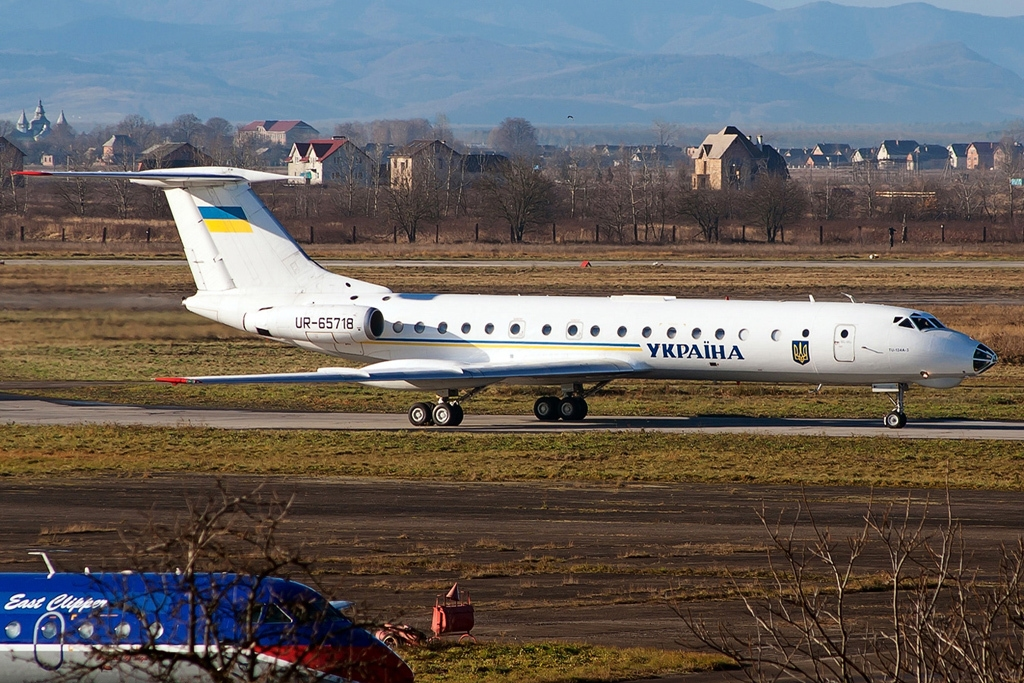
un Tupolev Tu-134A-3 du gouvernement.

## Situation
| Berdiansk Oujhorod Brody Ouman Kanatove Konotop Djankoï Tchouhouïv Kryvyï Rih Donetsk Sébastopol DniproVesseloïeBaheroveHorodokChersonèseGvardeïskoïeKatchaIvano-Frankivsk Izmaïl JovtneveJytomyr Koulbakino Kharkiv · Charcovie Khmelnytskyï Kherson KrementchoukKiev/Kyïv · Jouliany Kiev/Kyïv · Boryspil Kryvyï Rih Kolomya Loutsk Louhansk LvivMarioupol Mykolaïv Myrhorod Nijyn Odessa Poltava Rivne Sambir Simferopol Starokostiantyniv Tchernivtsi Vinnytsia Zaporijjia |

## Statistiques
Pour des raisons techniques, il est temporairement impossible d'afficher le graphique qui aurait dû être présenté ici.

Voir la requête brute et les sources sur Wikidata.